# Гицелов, Пётр Александрович
Пётр Алекса́ндрович Гице́лов (род. 18 июля 1983, Ростов-на-Дону) — российский и шведский футболист, полузащитник. Главный тренер клуба «Буден».

## Карьера
Сын советского футболиста Александра Гицелова и гандболистки сборной СССР Нэлли Сагитовой. В начале 1990-х вместе с родителями уехал в Швецию. В 2000 году играл в клубе 4-го дивизиона «Карлсхэм», а на следующий год — за клуб 2-й лиги «Эстер». В 2004—2006 — игрок клуба «Буден» из Будена.
С 2007 года — игрок казанского клуба «Рубин». Второй круг в 2008 году провёл в аренде в «Ростове», с апреля 2009 года отдан в аренду в фарм-клуб «Рубина» из второго дивизиона до конца первого круга.
С августа 2009 года игрок «Ростова». В 2010—2011 годах играл в Швеции за «Мьельбю». С середины 2011 года выступал за воронежский «Факел». В июне 2013 года, с пришествием нового главного тренера в клуб, было принято решение расстаться с игроком. В сентябре Гицелов заключил контракт с хорватским клубом «Рудеш». В новой команде дебютировал 18 сентября в матче против клуба «Лучко». В чемпионате полузащитник сыграл 12 матчей и забил 2 гола.
После окончания контракта Пётр вернулся в Швецию и стал игроком «Хускварны» из одноимённого города. В оставшейся части сезона Гицелов принял участие в шести матчах чемпионата Швеции, но не смог помочь команде покинуть последнее место в турнирной таблице. В январе 2015 года Пётр вернулся в свой старый клуб «Буден».
В настоящее время — главный тренер команды «Буден».

## Достижения
«Ростов»
- Победитель Первого дивизиона: 2008